# Opactwo Cystersów w Bélapátfalva
Opactwo cystersów w Bélapátfalva – dawne opactwo cystersów w Bélapátfalva, na Węgrzech położone u stóp wzgórza Bélkő w Górach Bukowych w Komitacie Heves. Kościół poklasztorny opactwa w Bélapátfalva jest jedyną w całości zachowaną świątynią romańską na Węgrzech.

## Historia
Opactwo założone zostało w 1232 przez biskupa Egeru Kilita II (Cletusa), grunty pod fundację opactwa przekazała rodzina Bél. Opactwo zasiedlone zostało przez mnichów z klasztoru Pilis, przez co stało się filią pośrednią opactwa Clairvaux. Budowa kościoła została zakłócona najazdami mongolskimi w 1241. Odbudowane po nich sklepienie zyskało cechy wczesnogotyckie. Kryzys klasztor przeżywał również w XIV wieku, kiedy oprócz opata mieszkało w nim tylko dwóch mnichów. Początek XV wieku to okres krótkotrwałego rozkwitu klasztoru. Opactwo funkcjonowało do XVI wieku. Po inwazji tureckiej w 1596 kościół i klasztor popadły w ruinę. W latach trzydziestych XVIII wieku kościół odbudowano. Sklepienie zyskało wtedy cechy barokowe. Zachodnie skrzydło klasztoru odbudowano jako Dom Myśliwski, funkcjonujący później jako siedziba parafii (w 1925 budynek ten uległ zniszczeniu). Kolejna renowacja kościoła miała miejsce w latach 1953–1956. Kilka lat później odkryto jako trwałą ruinę fundamenty klasztoru.

## Architektura kościoła i klasztoru
Kościół wzniesiony został na planie krzyża, z korpusem o długości 37 m. Trzynawowy z transeptem, z nawą główną główną wyższą niż nawy boczne. Fasada zachodnia trzyczęściowa, z częściowo zachowanymi filarami. Część środkowa wykonana jest z ozdobnych czerwono–szarych pasów utworzonych przez odpowiednio dobrane kamienne ciosy. Fasada ozdobiona jest piękną gotycką rozetą. 
Klauzura klasztorna znajdowała się po prawej (południowej) stronie kościoła. Obecnie zachowały się jedynie fundamenty założenia klasztornego, rozmieszczone na planie prostokąta o wymiarach 21 x 17 metrów. 

## Ciekawostki
W okresie letnim (od Wielkanocy do końca sierpnia) w kościele odbywają się codziennie msze święte, w czasie których wykonywane są chorały gregoriańskie przy akompaniamencie drewnianych klasztornych organów. 

## Galeria

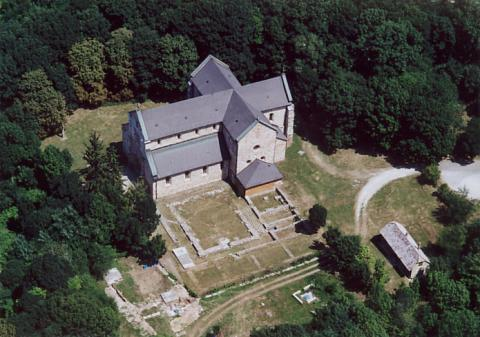
Kościół i klasztor z lotu ptaka
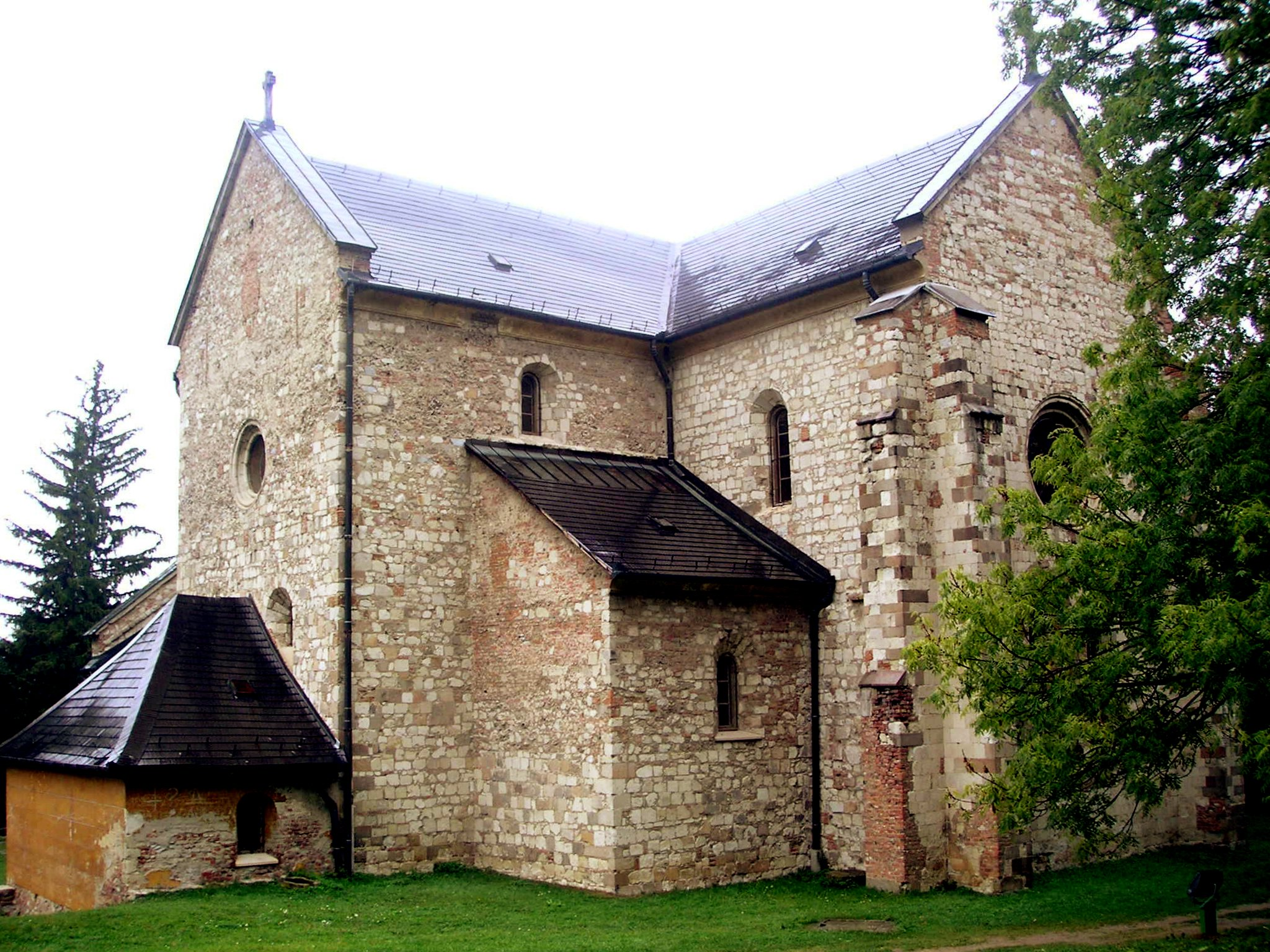
Kościół od strony prezbiterium
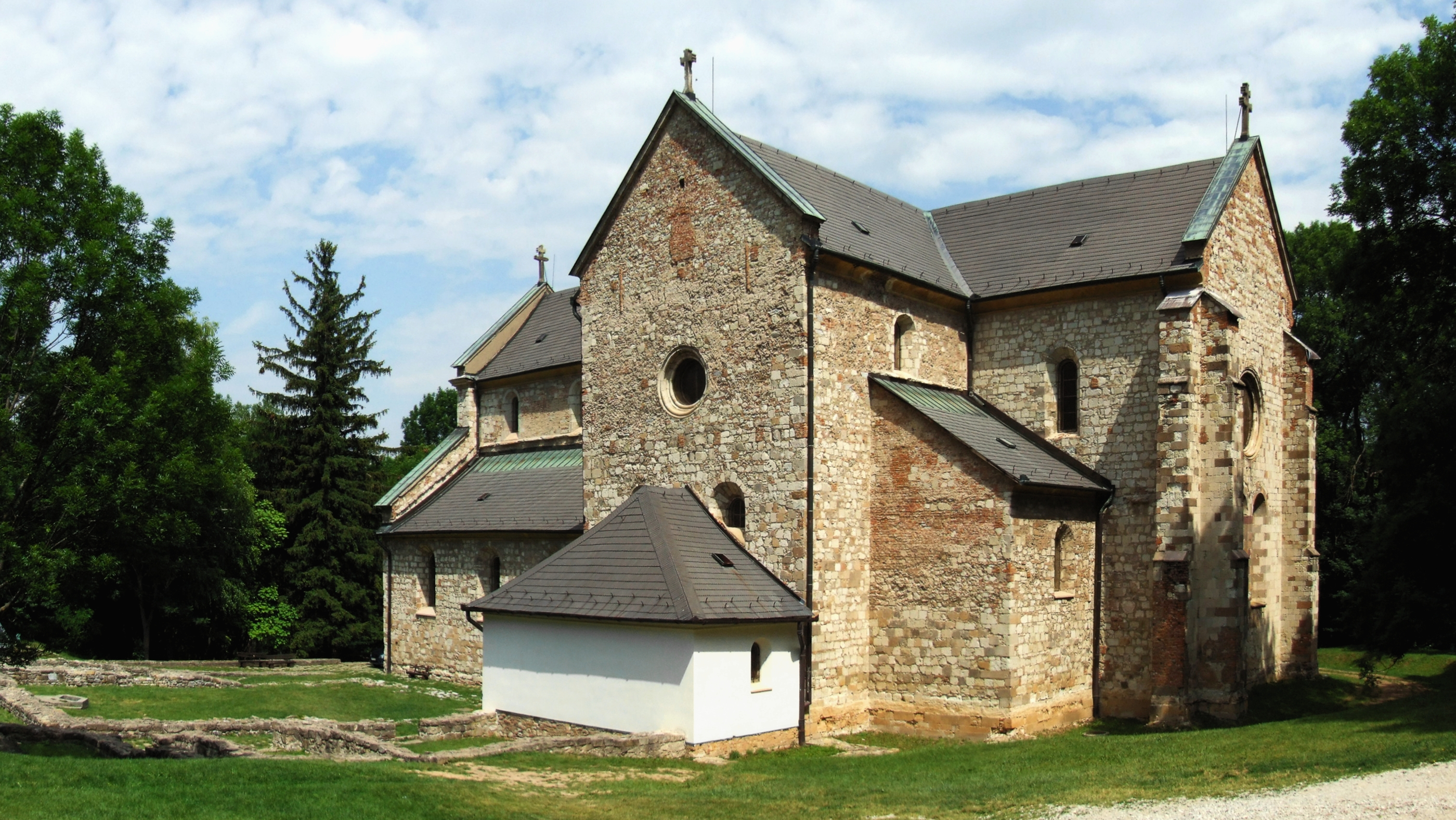
Strona południowa z fundamentami klasztoru
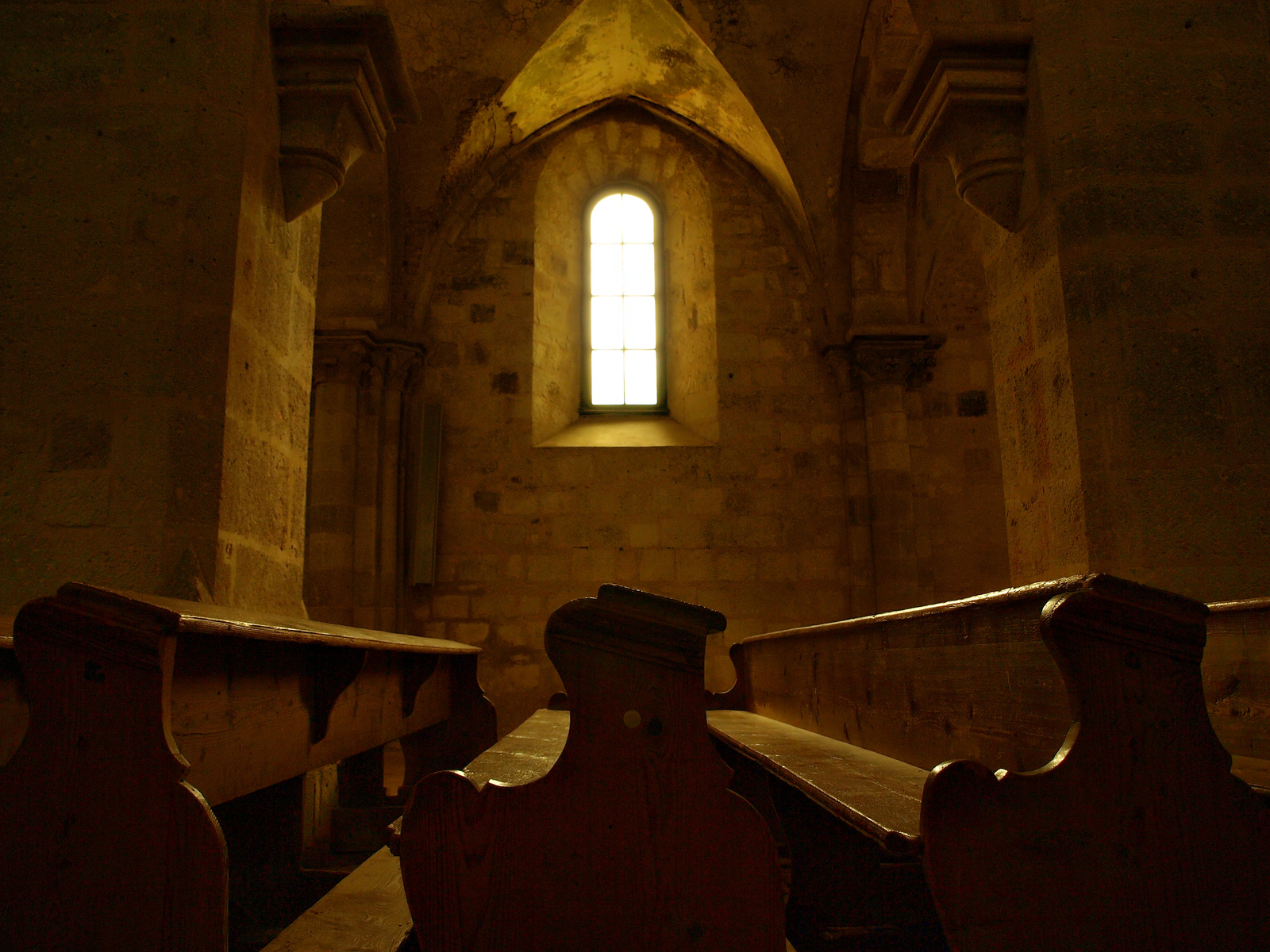
Romańskie wnętrze świątyni